# Едвард Людвіг
Едвард Ірвін Людвіг (англ. Edward Irving Ludwig; 1899—1982) — американський режисер і сценарист єврейсько-українського походження. Зняв близько 100 фільмів за період своєї діяльності з 1921 по 1963 роки, деякі — під іменами Edward Luddy і Charles Fuhr.

## Біографія
Народився 7 жовтня 1899 року у єврейській родині у місті Балта, Подільської губернії, при народженні мав ім'я Сидір Литвак (Isidor Irving Litwack).
Прибув в Сполучені Штати з Канади 6 березня 1911 року, громадянином США став 23 грудня 1932 року.
Був режисером вестерн-серіалу The Restless Gun (1957—1959) компанії NBC з Джоном Пейном в головній ролі. Разом з Ерлом Кентоном був головним режисером телевізійного серіалу The Texan (1958—1960) компанії CBS.
Помер 20 серпня 1982 року в Санта-Моніці, Каліфорнія.